# 叶金花
叶金花（1963年—）是一位中国化学家，主攻光催化材料。

## 生平
1963年出生于浙江省丽水市松阳县，从小喜欢科幻小说。1983年获得浙江大学理学学士学位，之后公派留学日本，1990年获得东京大学理学博士学位。毕业后进入大阪大学任教。1997年开始研究光催化剂，2023年担任河北大学物理系教授，河北大学光驱动碳中和研究中心主任。

## 荣誉
2016年被选为皇家化学学会
中华人民共和国教育部长江学者讲座教授

## 著作
- Zhigang Zou; Jinhua Ye; Kazuhiro Sayama; Hironori Arakawa. . 自然. 2001-12, 414 (6864): 625–627. ISSN 1476-4687. PMID 11740556. doi:10.1038/414625A. Wikidata Q58402507 （英语）.
- Hua Tong; Shuxin Ouyang; Yingpu Bi; Naoto Umezawa; Mitsutake Oshikiri; Jinhua Ye. . 先进材料. 2011-10-04, 24 (2): 229–251. ISSN 0935-9648. PMID 21972044. doi:10.1002/ADMA.201102752. Wikidata Q37942515 （英语）.
- Zhiguo Yi; Jinhua Ye; Naoki Kikugawa;  et al. . 自然-材料. 2010-06-06, 9 (7): 559–564. ISSN 1476-1122. PMID 20526323. doi:10.1038/NMAT2780. Wikidata Q34119300 （英语）.